# 藤ノ木古墳
藤ノ木古墳（ふじのきこふん）は、奈良県生駒郡斑鳩町にある古墳。国の史跡に指定されている。「藤ノ木」の名称は所在地の字名に由来するが、法隆寺関係の古文書・古記録によれば、かつては「ミササキ」「陵山」（みささぎやま）などと呼ばれていた。玄室内から大量に出土した土師器、須恵器の年代から古墳時代後期、6世紀第4四半期の円墳であると推定されている。この時期に畿内では前方後円墳の造営が終わりに近づいていた。

## 概要
古墳は法隆寺西院伽藍の西方約350メートルに位置する。現在は周辺が公園として整備され、説明板なども多数設置されており、法隆寺周辺の観光スポットとなっている。また、古墳から南へ200メートルほど行くと、史跡案内施設（斑鳩文化財センター）があり、主な出土品の複製品が展示されている。奈良県立橿原考古学研究所では出土した馬具を3Dプリンターで復元し、一部は一般でも触れられるようにしている
発掘調査結果から、直径約50メートル、高さ約9メートルの円墳であるとされている。ただし、現状は周りの水田や建物により少しずつ削り取られていて、高さ約7.6メートル、最大径約40メートルである。大和での埴輪の設置は6世紀前半で終わったと考えられていたが、墳丘裾には円筒埴輪が並べられていて、従来の見解を訂正することになった。

## 石室・石棺
未盗掘の横穴式石室で、家形石棺に成人男性2人が合葬されていた。横穴式石室は、現墳丘裾から盛り土を少し取り除いたところに羨道の入り口（羨門）があり、その羨道を少し進むと両袖式の玄室に至る。この玄室は円墳の中心部に設けられている。石室規模は、全長14メートル弱、玄室の長さは西壁側で約6.0メートル、東壁側で約5.7メートル、玄室の幅は約2.4-2.7メートル、高さ約4.2-4.4メートル、羨道の長さは約8.3メートル、羨道幅約1.8-2.1メートルである。石室の床には礫が敷かれ、その下を排水溝が、玄室中央から羨道を通って墳丘裾へと敷かれている。
石棺は、玄室の奥の方に安置されていた。石材は二上山の白色凝灰岩で造られており、石棺の内や外は、赤色顔料（水銀朱）で塗られている。棺の大きさは、約235×130×97センチメートルであり、蓋は約230×130センチメートルで、厚さが約52-55センチメートルであり、縄掛突起がついている。棺は幅、高さともに西側より東側の方がやや大きく、平面は台形を呈する。

## 被葬者
副葬品は、金銅製の馬具や装身具類、刀剣類などである。円墳であることから大王の階級ではないが、貴金属を用いたきらびやかな副葬品が多く、強大な権力を持った人物であったと推測されている。南側の人物は、左手首にガラス製ナツメ玉10個、両足に濃い青色のガラス玉各9個を装身具にしていた。
前園実知雄（奈良芸術短期大学教授）や白石太一郎（奈良大学教授）は、2人の被葬者が『日本書紀』が記す587年6月の暗殺時期と一致することなどから、聖徳太子の叔父で蘇我馬子に暗殺された穴穂部皇子と、宣化天皇の皇子ともされる宅部皇子の可能性が高いと論じている。
骨の残りが悪く骨盤が残っていない南側被葬者について、1988年から1990年にかけてファイバースコープによる石棺内調査や発掘人骨の検査・分析を担当した骨考古学者の片山一道（京都大学名誉教授）は、僅かに残った「距骨」（足首の骨）と「踵骨（しょうこつ）」（かかとの骨）に基づいて、1993年『第2次・第3次調査報告書』で被葬者について1人は男性、南側の1人も男性の確率が極めて高いと指摘した。考古学者の間壁葭子（神戸女子大学名誉教授）は、古墳の規模と合葬の関係で、男性2人同時埋葬は被葬者にとって誇るべきものではなく、よほどの緊急のことが起きたのではと、疑問を述べている。
考古学者で古墳時代の玉類の研究者の玉城一枝（奈良芸術短期大学講師）は  2009年、手首や両足の装身具から、人物埴輪の装飾と『古事記』と『日本書紀』の記述を手掛かりに、手玉や足玉は「これらは女性の装身具」だと「藤ノ木古墳男女合葬説」を唱えた。それに対し片山一道は「形質人類学的に考えれば、9割以上の確率で南側被葬者は男」と反論した。この反論を受けて玉城一枝は、片山が主要な論拠とする足骨の計測値による南側被葬者の身長推定および性判別分析について、いずれも算出値に誤りがあること、後者は基礎データが示されておらず判別式の妥当性自体が検証できないことを指摘し、南側被葬者は生物学的には性別不明の成人とすべきであると主張した（玉城2015）。そして、それをふまえた考古学的考察により、男女合葬である可能性を指摘している（玉城2019）。

## 発掘調査
1985年（昭和60年）から2006年（平成18年）にかけて1-6次にわたり斑鳩町教育委員会や奈良県立橿原考古学研究所により発掘調査が行われた。

### 第1次調査（1985年7月22日-12月31日）
1985年の第1次発掘調査では全長13.95メートルの横穴式石室と刳抜（くりぬき）式の家形石棺が検出された。石棺と奥壁の間からは金銅製鞍金具などの馬具類や武器・武具類、鉄製農耕具（ミニチュア）などが出土している（「金銅」は銅に金メッキをほどこしたもの）。馬具は金銅製が1具、鉄地金銅張りが2具の計3具出土しており、うち金銅製のものは古代東アジアの馬具の中でも最も豪華なものの一つであるといわれている。
金銅製鞍金具は、鞍の形が鞍の前輪（まえわ）と後輪（しずわ）がともに垂直に立ち上がる鮮卑式であり、パルメット（植物文様の一種）、鳳凰、龍、鬼面、怪魚、象、獅子、兎などのモチーフが使われている。鮮卑系国家北燕の首都があった中国遼寧省朝陽市付近で発掘された鞍金具に同様のモチーフを持つ例が見られるが、日本、新羅、百済、伽耶いずれでも他にはまだ同様の鞍の出土例がなく非常に珍しいものである。
他に玄室右袖部からは多数の須恵器、土師器が出土し、これらに混じって江戸時代の灯明皿もあった。このことは、近世に至るまで、この石室内で被葬者に対する供養が行われていたことを示している。

### 第2次調査（1988年5月9日-7月8日）
墳丘の形態、規模の確認。ファイバースコープによる石棺内の確認調査が行われた。この結果、棺内には水がたまっていることがわかったが、遺物の詳細は確認できなかった。

### 第3次調査（1988年9月30日-12月28日）
続いて1988年には未盗掘の家形石棺を開口して内部の調査が実施された。開棺に際しては、事前に凝灰岩製・実物大の石棺の複製を造って実験を行い、狭い石室内での開棺作業に支障のないように配慮された。棺内には水がたまり、多数の繊維断片が浮遊していた。棺からは2体の人骨（片山一道鑑定で、男性2人の合葬である可能性が高い）のほか、大刀5口と剣1口、金銅製冠や金銅製履などの装身具、銅鏡4面、1万点以上のガラス玉類などの副葬品が検出されている。大刀と剣は、いずれも金銅装の豪華な外装を伴うものである。2体の遺体は衣服の上からさらに4重の布で包まれ、棺底にも絹布が敷かれていた。前述の繊維断片はこれらに属していたものである。この棺内からは、金属製の装身具やガラス玉が多数検出された一方で、古墳時代に広く用いられた石製の装身具はまったく検出されていない。国際性ゆたかな、きらびやかな装身具で身を飾る一方で、銅鏡、刀剣などの副葬は古墳時代初期以来の伝統を継承するものである。
棺内には布や花粉などの有機物が多く残存していた。花粉の中ではベニバナのものが多かった。ベニバナは遺物中の赤色の繊維から検出されているが、染色とともに防腐の意味合いもあったと推定されている。埋葬されていた遺体からは彼らが食べていた食物の痕跡がまったく検出されておらず、埋葬前に消化管を取り去っていた可能性が指摘されている。

## 保存の歴史と問題
- 法隆寺に伝わる文書では、少なくとも平安時代末期ごろ以降は「ミササキ」「ミササキ山」と記され、古墳の南隣に堂宇が建てられ、幕末の安政元年（1854年）に火災で焼失するまで、法隆寺末寺に属する尼寺の宝積寺（ほうしゃくじ）となり、古墳は宝積寺とともに東側の西里集落の人々によって守られた[9]。江戸時代まで、藤ノ木古墳には陵堂と呼ばれる建物が設置されて墓守が置かれて管理されていた。石室内の古墳時代後期の土器に、江戸時代の土師器の灯明皿が混じり、江戸時代末まで、被葬者を供養する祭祀が行われていたことが推定される。藤ノ木古墳の副葬品が未盗掘であったのはかなり厳重に守られていたからである[10]。
- 発掘後は、国が所有し、町が管理をしている古墳で、斑鳩町には整備費用もなく、藤ノ木古墳の周りをトタン塀で囲い、草が生い茂る状態だった。その中、1995年11月28日に大阪の中学生3人が自転車で来て石室に侵入して、家形石棺の前面のふたの中央部を金づちと大型くぎで半月状に削り取り、その石棺の破片と後世の骨壺1つを持ち出す[11]「史跡藤ノ木古墳石棺き損事件」が発生した。斑鳩町と全国に対して、衝撃があり[12]、整備の重要さを認識させた。その後石棺の蓋は修復され、藤ノ木古墳は国費により補助されてトタン囲いは撤去され古墳公園化され整備されている[13]。
- 2014年の頃には、住民団体や町内小中校・県立法隆寺国際高校生の手で、史跡藤ノ木古墳ボランティアとして古墳の草引きや清掃が実施されている[14]。

## 文化財指定
古墳は国の史跡に指定されている。また、出土品一括は日本の古墳文化研究上価値の高いものとして、1988年に石棺外出土品が重要文化財に指定され、1991年に石棺内出土品が追加指定。2004年に国宝に指定された。出土品は日本国（文化庁）所有で、奈良県立橿原考古学研究所附属博物館において保管・展示されている。国宝指定物件の明細は以下のとおり。
藤ノ木古墳出土品
- 金銅鞍金具 1背
- 鉄地金銅張鞍金具 残欠共 2背分
- 金属製品 一括（馬具類、挂甲小札、刀身、鉄鏃、鉄製模造品など）
- 土師器・須恵器（蓋3箇共）46箇（須恵器37箇（蓋3箇共）、土師器9箇）

（以上石棺外出土）
- 銅鏡 4面（獣帯鏡1、画文帯神獣鏡2、神獣鏡1）
- 金属製品 一括（金銅冠、金銅履、金銅製・銀製装飾品類、刀剣類など）
- ガラス製品 一括（ガラス玉類）
- 附 繊維類 一括

（以上石棺内出土）